# Miller (Dakota del Sud)
Miller è un centro abitato (city) degli Stati Uniti d'America, situato nella contea di Hand nello Stato del Dakota del Sud, della quale è capoluogo. La popolazione era di 1,489 persone al censimento del 2010.

## Storia
Un ufficio postale chiamato Miller è stato in funzione dal 1881. La città prende il nome dal suo fondatore, Henry Miller.

## Geografia fisica
Miller è situata a 44°31′12″N 98°59′11″W.
Secondo lo United States Census Bureau, ha un'area totale di 0,98 miglia quadrate (2,54 km²).

## Società

### Evoluzione demografica
Secondo il censimento del 2010, la popolazione media della città era di 51,2 anni. Il 18,9% di persone sotto i 18 anni; il 4,6% di persone dai 18 ai 24 anni; il 17,8% di persone dai 25 ai 44 anni; il 25,5% di persone dai 45 ai 64 anni; e il 33,2% pari a 65 anni o di più. Il numero di abitanti per genere della città era il 45,9% maschi e il 54,1% femmine.